# Jean-Faustin Bongilo Boendy
Jean-Faustin  Bongilo Boendy est un professeur congolais né à Yabaondo, dans la territoire d'Isangi Tshopo. Il est professeur à l'Université de Kisangani où il a le titre de professeur ordinaire et recteur de cette même université. Il ensigne également à l´ISC kisangani, ISTM et dans d´autres institution de la ville.

## Biographie
Jean-Faustin Bongilo Boendy est né le 30 novembre 1949 à Yabaondo, dans la province de la Tshopo des parents originaires de la Tshopo. Il étudie à Kisangani où il obtient son diplôme d'études primaire, secondaire et universitaire à l'université de Kisangani où il a obtenu in diplôme de licence de philosophie à la faculté des lettres et sciences de l'éducation. Marié et pères de la famille.

## Formation
Le Professeur Jean-Faustin Bongilo Boendy est un philosophe congolais et professeur ordinaire à la Faculté des Lettres et Sciences Humaines de l’Université de Kisangani (UNIKIS). Il a été nommé recteur de l’UNIKIS en mars 2022, succédant au Professeur Benoît Dedh’a Djailo. 
Avant sa nomination, le Professeur Bongilo a contribué à l’enseignement et à la recherche au sein du Département de Philosophie de l’UNIKIS. Son parcours académique et ses publications témoignent de son engagement envers le développement intellectuel et académique en République Démocratique du Congo.

## Activités
Le Professeur Jean-Faustin Bongilo Boendy, en tant que recteur de l’Université de Kisangani (UNIKIS), a entrepris plusieurs initiatives pour renforcer le développement académique et institutionnel de l’université. Parmi ses actions notables, il a supervisé l’organisation de colloques internationaux, favorisé des partenariats avec d’autres institutions académiques et encouragé la recherche interdisciplinaire. De plus, il a mis en place des programmes visant à améliorer les infrastructures universitaires et à promouvoir l’excellence académique.

### Publications littéraires
En tant que philosophe et académicien, il est a contribué à des travaux de recherche et des publications dans son domaine.

## Engagement politique
Le Professeur Jean-Faustin Bongilo Boendy, recteur de l’Université de Kisangani (UNIKIS), est principalement reconnu pour son engagement académique et administratif. Aucune affiliation politique directe n’est documentée publiquement. Toutefois, certaines de ses décisions ont eu des répercussions dans la sphère politique.